# Giesener Teiche
Die Giesener Teiche sind ein Naturschutzgebiet in der niedersächsischen Stadt Hildesheim.

## Allgemeines
Das Naturschutzgebiet mit dem Kennzeichen NSG HA 081 war ursprünglich 11 Hektar groß. Zum 20. August 2015 wurde es auf 17,6 Hektar vergrößert. Das Gebiet ist vollständig Bestandteil des FFH-Gebietes Haseder Busch, Giesener Berge, Gallberg, Finkenberg. Im Süden grenzt es an das Naturschutzgebiet „Lange Dreisch und Osterberg“, im Norden größtenteils an das Landschaftsschutzgebiet „Giesener Berge und Teiche“. Das Gebiet steht seit dem 15. November 1984 unter Naturschutz. Zuständige untere Naturschutzbehörde ist die Stadt Hildesheim.

## Beschreibung
Das Naturschutzgebiet liegt im Norden der Stadt Hildesheim zwischen Himmelsthür und Giesen. Es stellt ein Bachtal unter Schutz. Der Bach, der im Naturschutzgebiet zu zwei Teichen angestaut ist, entspringt etwas westlich des Naturschutzgebietes und mündet einen knappen Kilometer östlich des Naturschutzgebietes in die Innerste. Die Teiche wurden spätestens Ende des 18. Jahrhunderts vom bischöflichen Gut Steuerwald angelegt und zur Fischzucht genutzt. Die Teiche und die weitgehend offenen Hutweiden im Naturschutzgebiet sind Relikte der historischen Kulturlandschaft des Hildesheimer Berglandes.
Das Gebiet liegt auf rotem Tonstein mit Gipsstein, in welchem sich ein Erdfall ausgebildet hat, und auf Kalk- und Mergelstein. Es ist von einer auf engstem Raum vorhandenen ökologischen Vielfalt geprägt. So finden sich entlang des Bachlaufs und an den Teichen Röhrichtzonen, Ufer- und Hochstaudenfluren, Seggenrieden, Erlenbruchwald und Feuchtwiesen. An den Hängen des Bachtals wächst Halbtrockenrasen, der zur Pflege regelmäßig mit Schafen und Ziegen beweidet wird.
Im Naturschutzgebiet siedeln u. a. Sumpfherzblatt sowie die Orchideen Stattliches Knabenkraut und Bienenragwurz sowie zahlreiche weitere, teilweise gefährdete Pflanzenarten. Das Gebiet ist Lebensraum u. a. der Wildkatze. Weiterhin kommen verschiedene Vögel, darunter Neuntöter, Wiesenpieper, Feldlerche und Zwergtaucher vor. Sumpfige Bereiche sind Lebensraum der Schmalen Windelschnecke. In den Teichen lebt der Kammmolch. Die Teiche sind auch Lebensraum verschiedener Libellen. Schmetterlinge sind in Naturschutzgebiet und den angrenzenden Giesener Bergen neben weiteren Arten durch Goldene Acht, Hufeisenklee-Gelbling, C-Falter, Großer und Kleiner Perlmuttfalter, Kaisermantel, Nierenfleck-Zipfelfalter, Geißkleebläuling, Kleiner Sonnenröschenbläuling, Silbergrüner Bläuling, Mattscheckiger Braun-Dickkopffalter, Komma-Dickkopffalter, Esparsetten-Widderchen und Sechsfleck-Widderchen vertreten.

## Naturerlebnisgebiet Kleeblatt
Das Naturschutzgebiet ist Teil des Naturerlebnisgebietes Kleeblatt, das sich im Norden Hildesheims und in Teilen der Gemeinde Giesen zwischen Osterberg und Innerste erstreckt. Es umfasst die Naturschutzgebiete „Haseder Busch“, „Mastberg und Innersteaue“, „Lange Dreisch und Osterberg“ und „Giesener Teiche“ und die Giesener Berge und ist in vier Themenbereiche unterteilt: „Wasserwelt“ (Naturschutzgebiet „Haseder Busch“), „Weidewald“ (Naturschutzgebiet „Mastberg und Innersteaue“), „Offene Weide“ (Naturschutzgebiet „Lange Dreisch und Osterberg“) und „Erdzeitreise“ (Naturschutzgebiet „Giesener Teiche“ und Giesener Berge).